# المنزل (جبلة)

تعديل مصدري - تعديل

المنزل هي إحدى قرى عزلة الشراعي بمديرية جبلة التابعة لمحافظة إب، بلغ تعداد سكانها 905 نسمة حسب تعداد اليمن لعام 2004.